# Conrad-Alexandre Gérard

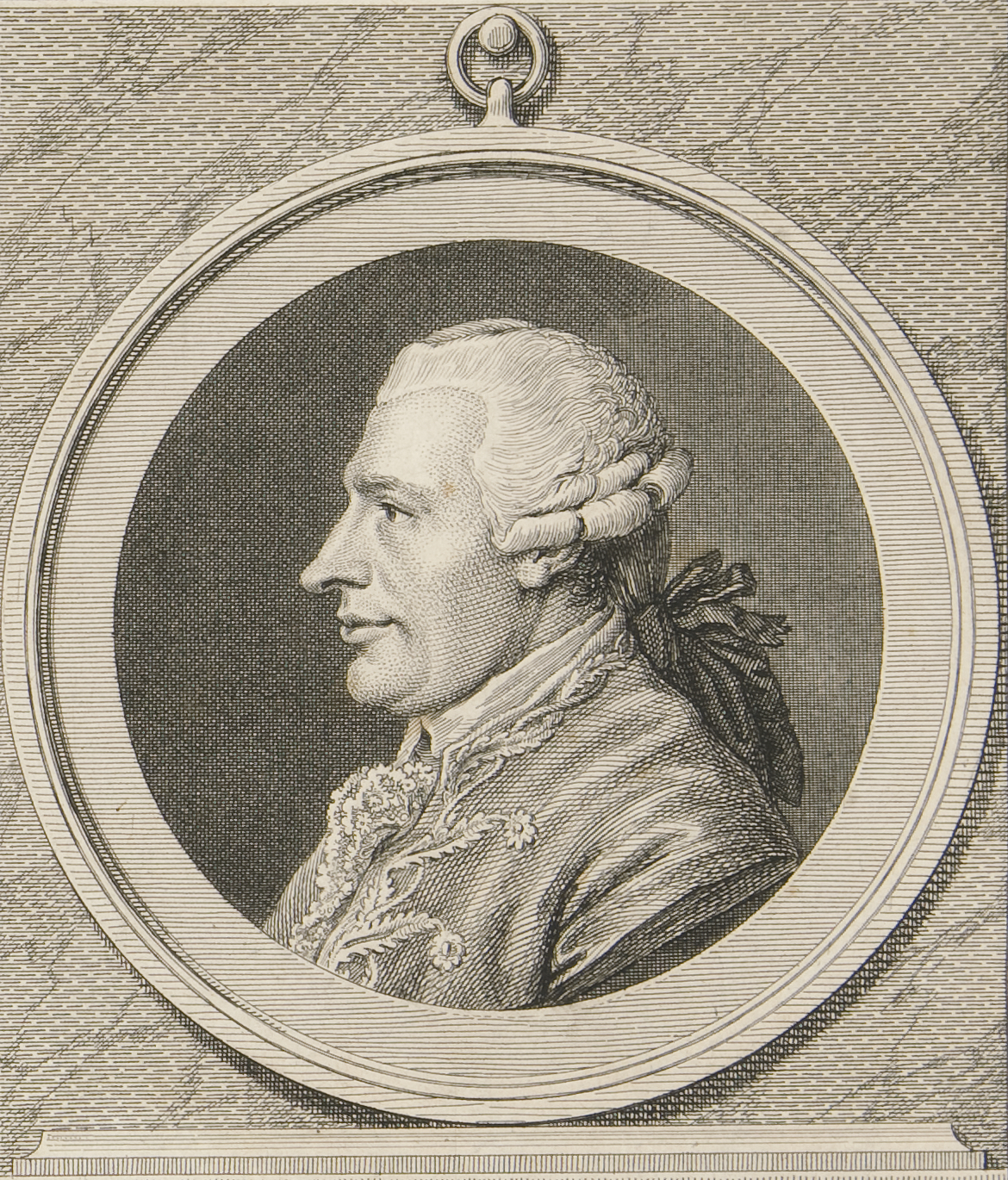
Conrad-Alexandre Gérard

Conrad Alexandre Gérard de Rayneval (ur. w 1729 w Masevaux (górna Alzacja, dziś Haut-Rhin, zm. 16 kwietnia 1790 w Paryżu) – francuski dyplomata, był pierwszym ambasadorem Francji w USA. Jego bratem był Joseph-Mathias Gérard de Rayneval, również dyplomata.

## Młodość
Jego ojciec Claude Gérard był urzędnikiem fiskalnym (procureur fiscal) miasta i patrycjatu Masevaux, zajmował się sądownictwem, rozliczeniami finansowymi i inną praca administracyjną. Jego matką była prawdziwa Alzatka Marie France Wetzel.
Conrad Alexandre uczęszczał do jezuickiego kolegium w Colmar, potem na uniwersytet w Strasburgu. Uzyskawszy tytuł doktora praw (1749) został adwokatem. W wieku lat 26 mówił bardzo płynnie po angielsku i niemiecku. Wkrótce potem Gérard wstąpił w służbę króla Ludwika XV. W roku 1753 został sekretarzem misji dyplomatycznej (secrétaire de légation) do elektora Palatynatu w Mannheim.

## Wiedeń
Następnie zatrudniony jako sekretarz hrabiego du Châtelet-Lomont, ambasadora Francji w Wiedniu (1761-1766). Jego młodszy brat był rezydentem francuskim w Gdańsku i popierał konfederatów barskich przeciw Stanisławowi Augustowi.
W 1770 jako francuski dyplomata od spraw austriackich, dbał by wszystko odbyło się jak należy, gdy młoda Maria Antonina wyruszała do Francji, by poślubić Ludwika XVI. Komisarz spraw zagranicznych (1766-1778) i sekretarz rady stanu (secrétaire du conseil d’état – 1776).

## USA
6 lutego 1778 Gérard, Benjamin Franklin, Silas Deane i Arthur Lee podpisali francusko-amerykański traktat sojuszniczy (1778) i francusko-amerykański traktat o przyjaźni i handlu między USA i Francją. Francja oficjalnie uznała istnienie i niepodległość USA. Odpowiednie instrukcje wydał ówczesny francuski MSZ Charles Gravier de Vergennes. Tym samym Gérard stał się pierwszym ambasadorem Francji w USA.
12 lutego 1778 przybył do Ameryki (Filadelfia) z flotą, która dowodził Charles Henri d'Estaing. Wspierał finansowo autorów oddanych rewolucji amerykańskiej, wśród których najbardziej znanym był Thomas Paine. Obdarowywał niektórych członków Kongresu kosztownymi prezentami by związać ich mocniej z Francją, co przez niektórych było źle widziane. Jego pobyt w USA trwał 17 miesięcy. Był bardzo ceniony przez Amerykanów i oddany ich sprawie. Dziś jego portret wisi w honorowym miejscy w amerykańskim Muzeum Niepodległości w Filadelfii.

## Powrót do Francji
Za zasługi dla Francji Ludwik XVI nobilitował go w końcu 1778 roku. Po 1781 roku był królewskim pretorem w Strasbourgu. Interesował się tytoniem i jego uprawą. Tytoń przywieziony z Ameryki uprawiał we Francji. Zmarł w Paryżu 16 kwietnia 1790 roku.
Dzięki jego pamięci w USA, wielu Alzatczyków mogło się w XIX wieku swobodnie osiedlać w Stanach Zjednoczonych. Dokładnie 200 lat po podpisaniu traktatów francusko-amerykańskich, koledż w Masevaux wybrał Gérarda na swego patrona.